# Calcio ai XIII Giochi del Mediterraneo
Le competizioni di calcio ai XIII Giochi del Mediterraneo si svolsero dall'8 giugno al 25 giugno 1997 in otto impianti distribuiti su tutto il territorio pugliese:
- Stadio San Nicola, Bari - Qui si svolse la finale del torneo
- Stadio Degli Ulivi, Andria
- Stadio Comunale, Barletta
- Stadio Gustavo Ventura, Bisceglie
- Stadio Franco Fanuzzi, Brindisi
- Stadio Pino Zaccheria, Foggia
- Stadio Via del Mare, Lecce
- Stadio Erasmo Iacovone - Taranto

## Riassunto gruppi
| Gruppo A                       | Gruppo B                  | Gruppo C                  | Gruppo D                            |
| ------------------------------ | ------------------------- | ------------------------- | ----------------------------------- |
| Turchia Algeria Libia Slovenia | Italia Jugoslavia Albania | Francia Grecia San Marino | Spagna Croazia Bosnia ed Erzegovina |

## Risultati

### Fase a gironi

#### Gruppo A
| Gruppo A | Gruppo A | Gruppo A | Gruppo A | Gruppo A | Gruppo A | Gruppo A | Gruppo A | Gruppo A |
| Squadra  | G        | V        | N        | P        | F        | S        | DR       | PT       |
| -------- | -------- | -------- | -------- | -------- | -------- | -------- | -------- | -------- |
| Turchia  | 3        | 2        | 1        | 0        | 5        | 3        | +2       | 7        |
| Algeria  | 3        | 0        | 3        | 0        | 4        | 4        | 0        | 3        |
| Slovenia | 3        | 0        | 2        | 1        | 4        | 5        | -1       | 2        |
| Libia    | 3        | 0        | 2        | 1        | 3        | 4        | -1       | 2        |

| Andria 16 giugno 1997 | Turchia | 2 – 2 | Algeria | Stadio Degli Ulivi |

| Foggia 16 giugno 1997 | Libia | 2 – 2 | Slovenia | Stadio Pino Zaccheria |

| Arbitro: | Prolic |

|       |           |  |
| Özkan | Marcatori |  |

| Arbitro: | Psychomanis |

|           |           |        |
| Bounakaja | Marcatori | Osterc |

| Arbitro: | Arsic |

|                     |           |           |
| Bulajič (aut.) Özat | Marcatori | Cimirotič |

| Arbitro: | Turo |

|          |           |          |
| Merakchi | Marcatori | Mehemmed |

#### Gruppo B
| Gruppo B   | Gruppo B | Gruppo B | Gruppo B | Gruppo B | Gruppo B | Gruppo B | Gruppo B | Gruppo B |
| Squadra    | G        | V        | N        | P        | F        | S        | DR       | PT       |
| ---------- | -------- | -------- | -------- | -------- | -------- | -------- | -------- | -------- |
| Italia     | 2        | 1        | 1        | 0        | 4        | 0        | +4       | 4        |
| Jugoslavia | 2        | 1        | 1        | 0        | 3        | 1        | +2       | 4        |
| Albania    | 2        | 0        | 0        | 2        | 1        | 7        | -6       | 0        |

| Arbitro: | Tivolo |

|                                      |           |             |
| Slović 43’ Tomić 45+3’ Jestrović 80’ | Marcatori | 60’ Bogdani |

| Arbitro: | Celik |

|                                                |           |  |
| Ventola 13’ Baronio 61’ Iannuzzi 68’ Fiore 69’ | Marcatori |  |

| Andria 21 giugno 1997 | Italia | 0 – 0 referto | Jugoslavia | Stadio Degli Ulivi (8.000 spett.)\| Arbitro: \| Romain \| |
| Arbitro:              | Romain |               |            |                                                           |

#### Gruppo C
| Gruppo C   | Gruppo C | Gruppo C | Gruppo C | Gruppo C | Gruppo C | Gruppo C | Gruppo C | Gruppo C |
| Squadra    | G        | V        | N        | P        | F        | S        | DR       | PT       |
| ---------- | -------- | -------- | -------- | -------- | -------- | -------- | -------- | -------- |
| Grecia     | 2        | 2        | 0        | 0        | 7        | 1        | +6       | 6        |
| Francia    | 2        | 1        | 0        | 1        | 4        | 3        | +1       | 3        |
| San Marino | 2        | 0        | 0        | 2        | 1        | 8        | -7       | 0        |

| Taranto 16 giugno 1997                                                                   | Grecia    | 4 – 1       | San Marino | Stadio Erasmo Iacovone |
| \| \| \| \| \| Lakis 7’ Liberopoulos 16’, 50’ Kiassos 58’ \| Marcatori \| 90+1’ Selva \| |           |             |            |                        |
|                                                                                          |           |             |            |                        |
| Lakis 7’ Liberopoulos 16’, 50’ Kiassos 58’                                               | Marcatori | 90+1’ Selva |            |                        |

| Arbitro: | Lazoun |

|                        |           |  |
| Diawara Grenet Zanotti | Marcatori |  |

| Arbitro: | Cesari |

|                                                 |           |  |
| Liberopoulos 16’, 40’ (rig.) Konstantinidis 23’ | Marcatori |  |

#### Gruppo D
| Gruppo D             | Gruppo D | Gruppo D | Gruppo D | Gruppo D | Gruppo D | Gruppo D | Gruppo D | Gruppo D |
| Squadra              | G        | V        | N        | P        | F        | S        | DR       | PT       |
| -------------------- | -------- | -------- | -------- | -------- | -------- | -------- | -------- | -------- |
| Spagna               | 2        | 1        | 1        | 0        | 2        | 1        | +1       | 4        |
| Bosnia ed Erzegovina | 2        | 1        | 1        | 0        | 1        | 0        | +1       | 4        |
| Croazia              | 2        | 0        | 0        | 2        | 1        | 3        | -2       | 0        |

| Arbitro: | Cesari |

|       |           |  |
| Topić | Marcatori |  |

| Taranto 19 giugno 1997 | Spagna      | 0 – 0 | Bosnia ed Erzegovina | Stadio Erasmo Iacovone\| Arbitro: \| Bouchardeau \| |
| Arbitro:               | Bouchardeau |       |                      |                                                     |

| Arbitro: | Garibian |

|             |           |        |
| Ballesteros | Marcatori | Bazina |

## Fase a eliminazione diretta
|  | Semifinali | Semifinali | Semifinali |         |        | Finale          | Finale          | Finale          |  |
|  |            |            |            |         |        |                 |                 |                 |  |
|  | Turchia    | Turchia    | 1          |         |        |                 |                 |                 |  |
|  | Turchia    | Turchia    | 1          |         |        |                 |                 |                 |  |
|  | Grecia     | Grecia     | 0          |         |        |                 |                 |                 |  |
|  | Grecia     | Grecia     | 0          |         | Italia | Italia          | 5               |                 |  |
|  |            |            |            |         | Italia | Italia          | 5               |                 |  |
|  |            |            | Turchia    | Turchia | 1      |                 |                 |                 |  |
|  | Italia     | Italia     | Turchia    | Turchia | 1      | 2               |                 |                 |  |
|  | Italia     | Italia     |            |         |        | 2               |                 |                 |  |
|  | Spagna     | Spagna     | 0          |         |        | Finale 3º posto | Finale 3º posto | Finale 3º posto |  |
|  | Spagna     | Spagna     | 0          |         |        |                 |                 |                 |  |
|  |            |            |            |         |        |                 |                 |                 |  |
|  |            |            |            |         |        | Grecia          | Grecia          | 1               |  |
|  |            |            |            |         |        | Grecia          | Grecia          | 1               |  |
|  |            |            |            |         |        | Spagna          | Spagna          | 0               |  |

### Semifinali
| Arbitro: | Bouchardeau |

|           |           |  |
| Aksoy 97’ | Marcatori |  |

| Arbitro: | Garibian |

|                         |           |  |
| Ventola 67’ Longo 90+3’ | Marcatori |  |

## Finale 3/4º posto
| Foggia 25 giugno 1997                              | Grecia    | 1 – 0 | Spagna | Stadio Pino Zaccheria |
| \| \| \| \| \| Liberopoulos 86’ \| Marcatori \| \| |           |       |        |                       |
|                                                    |           |       |        |                       |
| Liberopoulos 86’                                   | Marcatori |       |        |                       |

## Finale
| Arbitro: | Arsic |

|                                         |           |           |
| Totti 28’ 43’ Ventola 30’ 52’ Longo 65’ | Marcatori | 17’ Çetin |

## Medagliere
| Posizione | Paese   |
| --------- | ------- |
|           | Italia  |
|           | Turchia |
|           | Grecia  |
| 4         | Spagna  |

## Formazione vincitrice
La squadra che si aggiudicò la medaglia d'oro fu l'Italia.
I giocatori convocati dal tecnico Marco Tardelli furono:
- Portieri: Gianluigi Buffon, Matteo Gianello, Matteo Sereni
- Difensori: Alessandro Birindelli, Francesco Coco, Alessandro Dal Canto, Alessandro Grandoni, Duccio Innocenti, Emanuele Pesaresi, Fabio Rustico, Marco Zamboni
- Centrocampisti: Roberto Baronio, Jonathan Binotto, Diego De Ascentis, Stefano Fiore, Giuliano Giannichedda, Raffaele Longo
- Attaccanti: Marcello Campolonghi, Alessandro Iannuzzi, Cristiano Lucarelli, Francesco Totti, Nicola Ventola